# Fernando San Emeterio
Fernando San Emeterio, född den 1 januari 1984 i Santander, Spanien, är en spansk basketspelare som tog OS-silver i herrbasket vid olympiska sommarspelen 2012 i London. 